# Lee Roy Jordan
Lee Roy Jordan (* 27. April 1941 in Excel, Alabama, USA), Spitzname „Killer“, ist ein ehemaliger US-amerikanischer American-Football-Spieler auf der Position des Linebackers. Er spielte vierzehn Jahre für die Dallas Cowboys in der National Football League (NFL) und gewann mit ihnen den Super Bowl VI. 1983 wurde er in die College Football Hall of Fame aufgenommen.

## Spielerlaufbahn

### College
Jordan spielte American Football an der High School seiner Geburtsstadt. Er studierte von 1960 bis 1962 an der University of Alabama, wo er ebenfalls als Footballspieler aktiv war und auf der Position eines Centers spielte. Trainer der Mannschaft seines Colleges war Bear Bryant, einer der erfolgreichsten Trainer im College Football. 1960 wurde Jordan in seinem Rookiejahr nach dem Bowl-Spiel seiner Mannschaft zum Most Valuable Player (MVP) des Spiels ernannt. Im Jahr 1961 gewann sein Team den Sugar Bowl gegen die University of Arkansas mit 10:3. Im gleichen Jahr wurde sein Team zum nationalen Collegemeister ernannt. 1962 erfolgte die Wahl von Jordan zum All-American. Bryant bezeichnete Jordan als einen der besten Footballspieler aller Zeiten, der immer bereit war 100 % Leistung zu erbringen. Durch seine Leistungen waren die NFL Scouts auf ihn aufmerksam geworden.

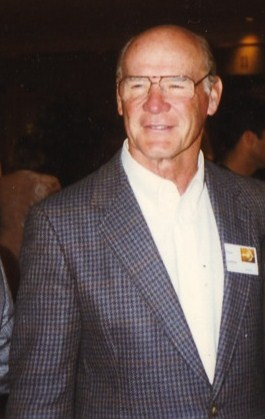
Tom Landry

### NFL
1963 wurde Lee Roy Jordan von den Dallas Cowboys in der ersten Runde als sechster Spieler des NFL Drafts ausgewählt. Das Franchise der Cowboys spielte 1960 ihre erste NFL-Saison. Die von Tom Landry trainierte Mannschaft aus Dallas war eines der schlechtesten Teams der Liga. Landry galt jedoch als hervorragender Abwehrspezialist. Durch die Verpflichtung von jungen, hoffnungsvollen Nachwuchsspielern, wie Bob Lilly oder Chuck Howley konnte er die Defense der Mannschaft entscheidend verstärken. Jordan wurde zu einem wichtigen Baustein in der Defense des Teams. Bereits als Rookie konnte er sich als Starter etablieren.
In der Saison 1966 gelang den Cowboys die Verpflichtung von Ernie Stautner. Der ehemalige Defensive Tackle und Pro-Bowl-Spieler der Pittsburgh Steelers betreute bis 1988 die Defense der Cowboys. Die Bemühungen von Landry und Tex Schramm, dem General Manager der Cowboys, ihr Team sukzessive zu verstärken, zeigte in diesem Jahr den ersten Erfolg. Jordan konnte mit seinem Team das erste Mal in die Play-offs einziehen, wo sie allerdings früh gegen die Green Bay Packers mit 34:27 ausschieden. 1967 zogen sie erneut in die Endrunde ein. Im Ice Bowl unterlagen sie aber erneut den Packers, diesmal mit 21:17. Nach der Saison 1970 konnte Jordan dann mit den Cowboys zum ersten Mal in den Super Bowl einziehen. Im Super Bowl V konnten sich aber die Baltimore Colts mit 16:13 durchsetzen. Im folgenden Jahr gewannen die Cowboys den Super Bowl VI gegen die Miami Dolphins mit 24:3. Nach der Saison 1975 konnte Jordan dann zum dritten Mal in den Super Bowl einziehen. Seine Mannschaft konnte sich allerdings nicht gegen die Pittsburgh Steelers durchsetzen und verlor im Super Bowl X knapp mit 21:17. Nach einem weiteren Spieljahr bei der Mannschaft aus Texas beendete Jordan 1976 seine Karriere.
Jordan spielte vierzehn Jahre für die Cowboys. Er konnte mit seinem Team zehnmal in die Play-offs, davon dreimal bis in den Super Bowl, einziehen und steht noch heute mit zahlreichen Einzelrekorden in der Bestenliste des Teams aus Dallas.

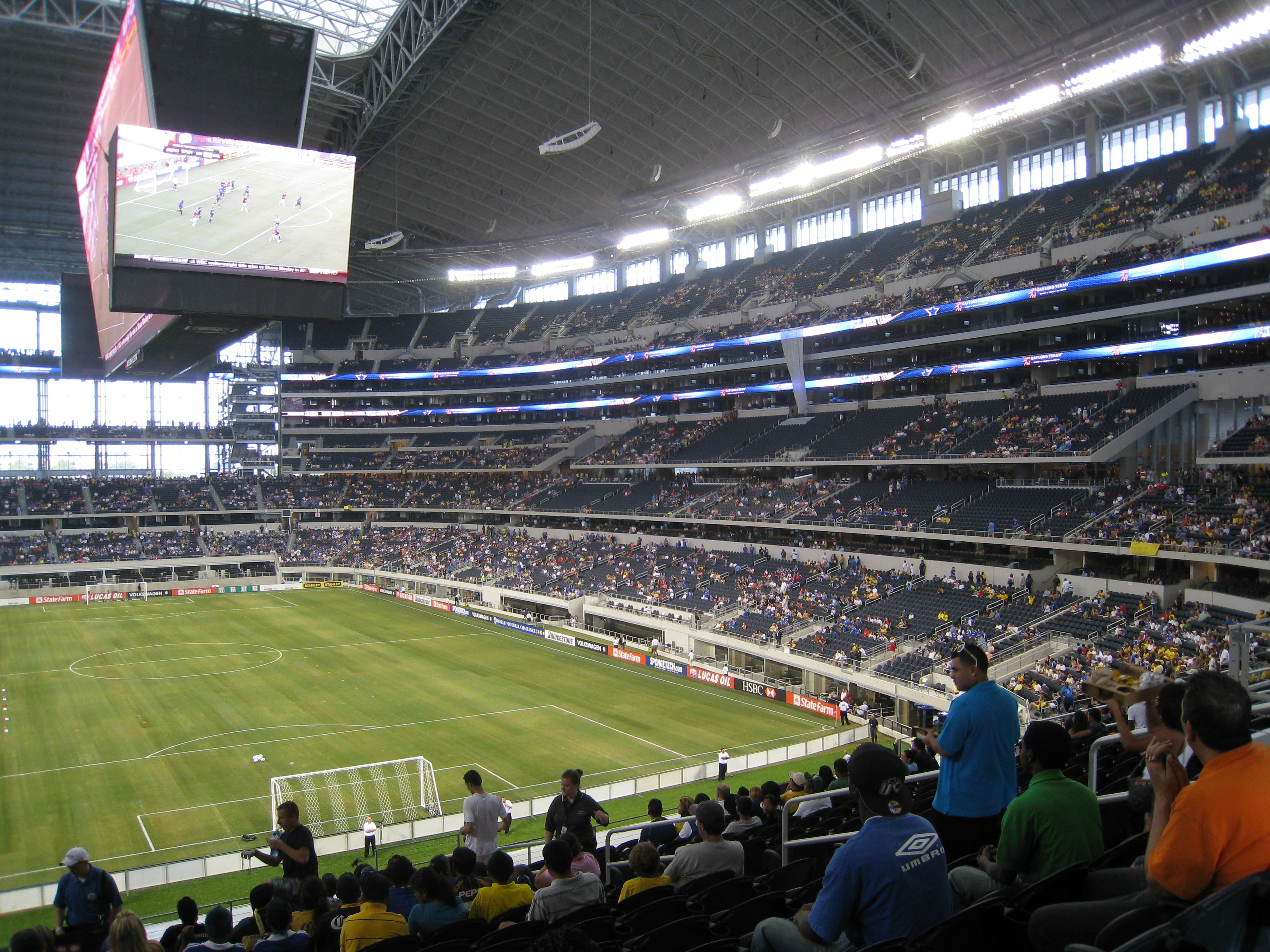
Cowboys Stadium mit dem Ring of Honor

## Ehrungen
Lee Roy Jordan spielte fünfmal im Pro Bowl und wurde fünfmal zum All-Pro gewählt. Jordans Name befindet sich auf dem Dallas Cowboys Ring of Honor und er ist Mitglied in der College Football Hall of Fame und in der Texas Sports Hall of Fame.

## Abseits der NFL
Jordan besitzt einen Holzhandel und ist sozial engagiert.